# Tusket
Tusket est une communauté acadienne sur la route 308 dans le comté de Yarmouth en Nouvelle-Écosse.
Le village d'origine acadienne avait été établi par des colons rejetés de New York après l'indépendance des États-Unis en 1785. Au XIXe siècle, le village fut très prospère comme centre de construction navale.  L'édifice de la cour municipale construit en 1805, est la plus veille encore debout au Canada. L'École secondaire de Par-en-Bas et l'Université Sainte-Anne sont situées dans cette communauté acadienne.